# El Pueblo Manchego
El Pueblo Manchego fue un periódico español publicado en Ciudad Real entre 1911 y 1938.

## Historia
Fue fundado en 1911 por el obispado-priorato. Su primer número corresponde al 2 de enero de 1911. El periódico, que mantuvo una línea editorial de corte católico-integrista, fue una publicación modesta y poco rentable.
En 1932, ya proclamada la Segunda República, el diario fue adquirido por personas cercanas a Acción Popular y pasó a ser gestionado por la Editorial Calatrava —al frente de la cual se encontraba José María Gil-Robles—. A partir de entonces el diario quedó adscrito a la órbita de la CEDA. Tras el estallido de la Guerra civil, en 1936, los talleres fueron incautados y el diario pasó a ser editado como un órgano del Frente Popular. Continuaría publicándose hasta 1939.
Tras el final de la contienda en sus talleres pasó a editarse el diario Lanza.